# Рыбинская агломерация
Ры́бинская агломера́ция — моноцентрическая городская агломерация в Ярославской области России с центром в Рыбинске, входящая в полицентрическую Ярославско-Рыбинскую агломерацию.

## Состав
В состав Рыбинской агломерации входят городской округ Рыбинск и Рыбинский муниципальный район Ярославской области общей площадью 3243,12 км².
| МО              | Площадь, км² | Население, чел. (2024) | Плотность, чел./км² |
| --------------- | ------------ | ---------------------- | ------------------- |
| Рыбинск         | 101,42       | 171 810                | 1694,04             |
| Рыбинский район | 3141,7       | 26 409                 | 8,41                |
| Итого           | 3243,12      | 198 219                | 61,12               |

## История
В 2017 году Рыбинская агломерация (в составе города Рыбинска и Рыбинского района), ввиду слишком большой удалённости от Ярославля, была выделена из Ярославской агломерации; однако в источниках их продолжили рассматривать в том числе в совокупности как Ярославско-Рыбинскую агломерацию.

## Население
По результатам переписи 2020—2021 годов население агломерации составляло 204 375 человек.